# Primula rusbyi
Primula rusbyi är en viveväxtart som beskrevs av Edward Lee Greene. Primula rusbyi ingår i släktet vivor, och familjen viveväxter. Inga underarter finns listade i Catalogue of Life.